# Asalto al cambio Messina
El asalto al cambio Messina fue un famoso asalto perpetrado en Montevideo el 25 de octubre de 1928 por un grupo de anarquistas expropiadores a una casa de cambio ubicada en la Plaza Independencia, en pleno centro de la ciudad. El asalto dejaría un saldo de 3 muertos y 3 heridos y conmocionaría a la sociedad uruguaya de la época.

## Historia

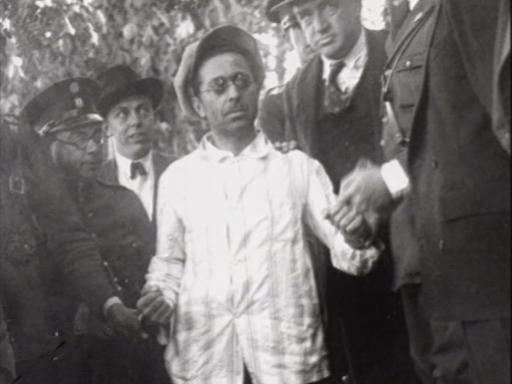
Roscigna en Montevideo detenido por la policía.

### Los hechos previos
El 1 de octubre de 1927 se apostaron a la entrada del Hospital Rawson de Buenos Aires tres anarquistas con vendajes en la cabeza, y un cuarto esperando a unos metros en un auto. Eran Miguel Arcángel Roscigna, Andrés Vázquez Paredes, Vicente Moretti y Antonio Moretti. Cuando llegó el auto con el pagador de los sueldos, bajó con la maleta en la mano acompañado por un policía, los tres vendados se les acercaron y les apuntaron con pistolas. El pagador soltó la maleta, uno de los anarquistas la tomó y corrió hacia el auto, los otros dos los siguieron, pero Roscigna al darse la vuelta notó que el policía había sacado su pistola; entonces, dando una media vuelta disparó instintivamente y asestó un balazo en la frente al policía, que falleció en el acto.
El botín había sido cuantioso: 141 000 pesos argentinos. Roscigna y los hermanos Moretti se trasladaron al Uruguay en lancha por el puerto de Tigre, gracias al lanchero anarquista Bustos Duarte. Los tres prófugos cruzaron el Delta del Río de la Plata, pero fueron delatados por un supuesto colaborador. La policía solicitó ayuda a las autoridades del Uruguay y se movilizaron todos los medios para dar con los acusados. Mientras tanto, Roscigna y los Moretti huyeron en automóvil y a caballo hacia Montevideo, donde se escondieron en un barrio obrero. Además de emplear el dinero para tareas de solidaridad con su causa, Roscigna financió la falsificación de dinero argentino, ya que creía que con el dinero falso se podía derrotar a la burguesía.

Alguna vez se hará justicia a los anarquistas y a sus métodos: nosotros no tenemos a nadie quien nos financie nuestras actividades, como la policía es financiada por el Estado, la Iglesia tiene sus fondos propios, o el comunismo tiene una potencia extranjera detrás. Por eso, para hacer una revolución, tenemos que tomar los medios saliendo a la calle, a dar la cara.
Miguel A. Roscigna

### El asalto
El 11 de febrero de 1928 recobraba la libertad en Montevideo Emilio Uriondo, acusado de poner una bomba en la embajada de Estados Unidos en Montevideo. Roscigna y Emilio Uriondo se opusieron decididamente a un plan que habían elaborado los dos Moretti junto a tres anarquistas catalanes del grupo de Durruti, los cuales les traían un mensaje a Roscigna: Durruti conocía la capacidad de Roscigna como planificador y su coraje en la acción, y lo requería en España. Roscigna no aceptó la invitación, prefiriendo seguir luchando en el Río de la Plata (Argentina y Uruguay).
Antonio y Vicente Moretti radicaron en Montevideo a sus compañeras e hijos y se instalaron en los altos de una casa de la calle Rousseau de Villa de la Unión, y allí vivían una vida llena de estrecheces, ya que subsistían de la venta ambulante de corbatas. Los tres catalanes eran tres jóvenes del grupo de Durruti a quien éste les aconsejó alejarse de España por estar muy comprometidos.
Sobre ellos pesaba la pena de muerte, y eran los autores de más de cien atentados con bombas en Barcelona. Se llamaban Tadeo Peña, Pedro Boadas Rivas y Agustín García Capdevila. Los tres anarquistas catalanes se lanzaron por su cuenta y realizaron un asalto que concluyó en un desastre. 
El asalto a la casa de cambios Messina se llevó a cabo el 25 de octubre y fue extremadamente violento: se llevaron 4000 pesos uruguayos y hubo un saldo trágico de 3 muertos y 3 heridos. Por una confidencia, se llegó a saber que el grupo asaltante se encontraba en los altos de la casa Rousseau Número 41. El Ejército y la policía con 300 efectivos, tomaron por asalto la casa, les cortaron el agua y la luz. Allí se entregaron los 3 catalanes y Vicente Moretti. Antonio Moretti, quemó el dinero para que la policía no se lo apropie y posteriormente se pegó un balazo en la cabeza.
Vicente Moretti y los catalanes fueron apresados en el Penal de Punta Carretas, pero Roscigna continuó prófugo y regresó a la Argentina, mientras Emilio Uriondo se dirigió a Brasil.

### Fuga de la carbonería

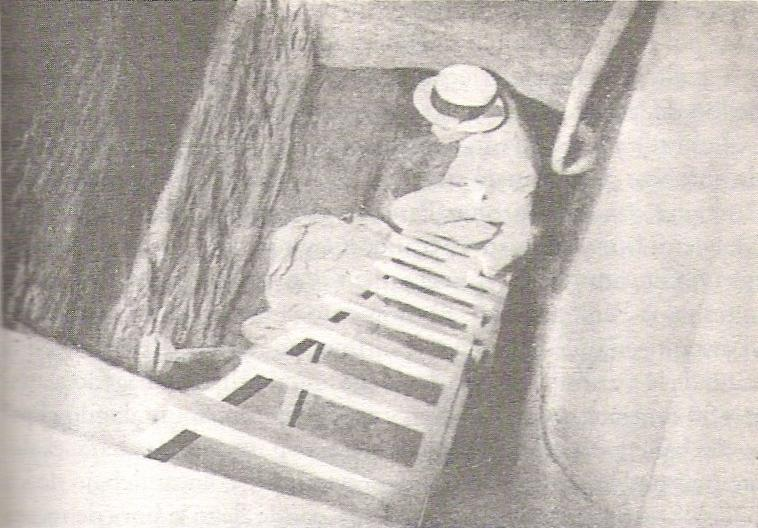
El túnel de la Carbonería "El Buen Trato", por donde se produjo la fuga del Penal de Punta Carretas.

En Argentina, Roscigna participó en el asalto a los establecimientos Kloeckner en febrero de 1929, y en octubre de 1930, en plena represión uriburista, junto con Severino Di Giovanni, en el atraco al pagador de Obras Sanitarias, en el barrio porteño de Palermo. El botín de 286.000 pesos argentinos, fue empleado en un 70% para la ayuda de anarquistas presos, y Miguel Arcángel Roscigna junto con José Manuel El Capitán Paz viajaron a Montevideo para financiar un plan para liberar a Antonio Moretti, los catalanes y otros anarquistas presos.
En agosto de 1929, una familia italiana se instaló frente a la cárcel de Punta Carretas, el nuevo vecino se llamaba Gino Gatti, y abrió una carbonería, exhibiendo el anuncio: "Carbonería El Buen Trato: venta de carbón, de leña y de piedra". Pero en la primera semana de marzo de 1931, a pesar de que los negocios marchaban bien, el matrimonio decidió marcharse a Buenos Aires.
El 18 de marzo por la tarde los vecinos de la carbonería "El buen trato" avisaron a la policía que estaban asaltando el negocio, ya que habían visto salir a sujetos desconocidos por los fondos, creyendo que se trataba de ladrones. Al entrar al local, la policía se encontró con un profundo pozo perfectamente iluminado y un cuadrado de 2x2 metros apuntalado con maderas. De allí comenzaba un túnel de 50 metros de largo; estaba realizado en forma de bóveda y tenía iluminación eléctrica al igual que caños para su ventilación. Los realizadores del túnel eran además de Gino Gatti (a quién desde entonces se lo apodará "el ingeniero"), Miguel Arcángel Roscigna, Andrés Vázquez Paredes, El Capitán Paz y Fernando Malvicini (anarquista rosarino integrante del grupo Severino Di Giovanni). En la cárcel los únicos que estaban enterados eran Vicente Moretti, su cuñado y los tres anarquistas catalanes. El túnel terminaba en el baño de la prisión. El primero en ir al baño fue Moretti, luego salieron los tres catalanes y detrás de ellos, cinco presos comunes que aprovecharon la oportunidad. Los otros presos que intentaron escapar fueron apresados. Tres eran los coches que esperaban a los prófugos en la calle que daba a los fondos de la carbonería, que huyeron sin dejar rastros. Este hecho pasó a conocerse popularmente como "La fuga de la carbonería".

### Retorno a prisión
Luego de pasar la noche en la casa del anarquista Germinal Reveira, Vicente Moretti y los tres anarquistas catalanes tomaron distintos caminos. A Moretti lo esperaba Roscigna en un escondite de la calle Curupí, pero el 27 de marzo de 1931 un funcionario de la perrera municipal que había estado detenido en Punta Carretas reconoce a Vicente Moretti, al que encuentra fortuitamente. Dio aviso a la policía, que envió a 53 agentes y deteniéndolo junto a Roscigna, Andrés Vázquez Paredes, Fernando Malvicini y El Capitán Paz.
Durante el juicio, los anarquistas asumieron ante los jueces ser los autores de la evasión de Punta Carretas y de haber robado tres automóviles para la huida de estos. La justicia uruguaya los condenará a seis años de prisión.